# Shipton Lee
Shipton Lee – osada w Anglii, w hrabstwie Buckinghamshire. Leży 11 km od miasta Aylesbury. W 1881 roku civil parish liczyła 61 mieszkańców. Shipton Lee jest wspomniana w Domesday Book (1086) jako Sibdone.